# Canonbie
Canonbie ist eine Ortschaft in der schottischen Council Area Dumfries and Galloway beziehungsweise dem Distrikt Eskdale der traditionellen Grafschaft Dumfriesshire. Sie liegt rund 20 Kilometer nordöstlich von Annan am Esk unweit der schottisch-englischen Grenze.

## Geschichte
Im umkämpften schottisch-englischen Grenzgebiet gelegen, befanden sich in der Umgebung verschiedene Wehrbauten. So handelte es sich beispielsweise bei dem Tower House Gilnockie Tower um einen Wehbau des Clans Armstrong.
Im Mittelalter, vermutlich im mittleren 12. Jahrhundert, wurde mit der Canonbie Priory eine kleine Priorei eingerichtet. Die der Jedburgh Abbey unterstehende Anlage wurde im Zuge der schottischen Reformation 1544 durch Heinrich VIII. aufgelöst. Sie ist heute restlos verschwunden. Bereits im Jahre 1220 wurde eine Pfarrkirche in Canonbie beschrieben. In den frühen 1820er Jahren entstand in der Nähe die heutige Canonbie Parish Church.
Im Laufe des 19. und 20. Jahrhunderts wurde in der Umgebung Kohle und Kalk abgebaut.

## Verkehr
Die A7, die Edinburgh mit dem englischen Carlisle verbindet, passiert Canonbie im Westen. Sie schließt die Ortschaft direkt an das Fernverkehrsstraßennetz an. Mit der 1793 erbauten Gilnockie Bridge sowie der aus den 1850er Jahren stammenden Byreburnfoot Bridge befanden sich zwei Straßenbrücken entlang des Esk nahe Canonbie.
Im Laufe des 19. Jahrhunderts erhielt Canonbie einen eigenen Bahnhof entlang einer Stichstrecke der Border Union Railway. Im Laufe der 1960er Jahre wurde die Strecke aufgelassen und der Bahnhof geschlossen.